# My World Is Empty Without You
My World Is Empty Without You è un singolo del gruppo femminile statunitense The Supremes, pubblicato nel 1965 dalla Motown.
Il brano, inserito nell'album I Hear a Symphony, è stato scritto dal trio di autori Holland-Dozier-Holland.

## Tracce
- 7"

1. My World Is Empty Without You
2. Everything Is Good About You

## Formazione
- Diana Ross - voce
- Florence Ballard - cori
- Mary Wilson - cori
- The Funk Brothers - strumenti

## Cover
Stevie Wonder ha pubblicato una cover nell'album Down to Earth (1966). 
Il gruppo Vanilla Fudge ha pubblicato il brano nell'album Mystery (1984).
Nel 1998 la cantante Diamanda Galás ha pubblicato l'album dal vivo Malediction and Prayer, in cui è inserita una sua versione.